# Уенака Асахі
Уенака Асахі (яп. 植中 朝日, нар. 1 листопада 2001, Фукуока) — японський футболіст, нападник клубу «Йокогама Ф. Марінос».
Виступав за олімпійську збірну Японії.

## Клубна кар'єра
У дорослому футболі дебютував 2020 року виступами за команду другої Джей-ліги «В-Варен Нагасакі», в якій провів три сезони, взявши участь у 49 матчах чемпіонату. Поступово став основним гравцем атакувальної ланки команди.
2023 року перейшов до вищолігового «Йокогама Ф. Марінос».

## Виступи за збірні
З 2023 року залучається до складу молодіжної збірної Японії. На молодіжному рівні зіграв у 3 офіційних матчах.
У складі олімпійської збірної Японії — учасник футбольного турніру на Олімпійських іграх 2024 року в Парижі, де виходив на поле в усіх трьох іграх групового турніру, який малійцям подолати не вдалося.

## Статистика виступів

### Статистика клубних виступів
Станом на 30 липня 2024
| Сезон             | Команда               | Чемпіонат         | Чемпіонат | Чемпіонат | Національний кубок | Національний кубок | Національний кубок | Континентальні кубки | Континентальні кубки | Континентальні кубки | Інші змагання | Інші змагання | Інші змагання | Усього | Усього | Усього |
| Сезон             | Команда               | Ліга              | Ігор      | Голів     | Ліга               | Ігор               | Голів              | Ліга                 | Ігор                 | Голів                | Ліга          | Ігор          | Голів         | Ігор   | Голів  |        |
| ----------------- | --------------------- | ----------------- | --------- | --------- | ------------------ | ------------------ | ------------------ | -------------------- | -------------------- | -------------------- | ------------- | ------------- | ------------- | ------ | ------ | ------ |
| 2020              | «В-Варен Нагасакі»    | Дж2               | 2         | 0         | КІ                 | 3                  | 1                  |                      | -                    | -                    |               | -             | -             | 5      | 1      |        |
| 2021              | «В-Варен Нагасакі»    | Дж2               | 19        | 10        | КІ                 | 0                  | 0                  |                      | -                    | -                    |               | -             | -             | 19     | 10     |        |
| 2022              | «В-Варен Нагасакі»    | Дж2               | 28        | 5         | КІ                 | 1                  | 0                  |                      | -                    | -                    |               | -             | -             | 29     | 5      |        |
| 2023              | «Йокогама Ф. Марінос» | Дж1               | 9         | 3         | КДжЛ+КІ            | 8+2                | 4+0                |                      | -                    | -                    | СКЯ           | 1             | 0             | 20     | 7      |        |
| 2024              | «Йокогама Ф. Марінос» | Дж1               | 23        | 3         | КДжЛ+КІ            | 0+2                | 0+2                |                      | -                    | -                    |               | -             | -             | 25     | 5      |        |
| Усього за кар'єру | Усього за кар'єру     | Усього за кар'єру | 81        | 21        |                    | 16                 | 7                  |                      | -                    | -                    |               | 1             | 0             | 98     | 28     |        |

## Титули і досягнення
- Володар Суперкубка Японії (1):

«Йокогама Ф. Марінос»: 2023